# Antônio Joaquim Rodrigues
Antônio Joaquim Rodrigues (? — ?) foi um político brasileiro.
Foi presidente da província do Espírito Santo, nomeado por carta imperial de 30 de agosto de 1885, de 2 de outubro de 1885 a 9 de maio de 1887.